# Fajã de Baixo (Cap Verd)
Fajã de Baixo (crioll capverdià Fajã d Bóx) és una vila al nord de l'illa de São Nicolau a l'arxipèlag de Cap Verd. Està situada 5 kilòmetres al nord-oest de Ribeira Brava.